# .lt
.lt — национальный домен верхнего уровня Литвы. Зарегистрирован в 1992 году по инициативе Каунасского технологического университета. Администрируется Каунасским технологическим университетом.